# 虎头埔古窑址
虎头埔古窑址，位于中国广东省揭阳市普宁市广太镇绵远村，为普宁市的一个市级文物保护单位，类型为古遗址，公布时间为2005年2月5日。
虎头埔古窑址的历史年代为新石器晚期。